# Александер Остен
Александер Остен (Aleksander Osten, ?, Бережани — ?) — архітектор. Працював у Львові на початку XX століття. Протягом 1895—1898 років навчався на будівельному відділі Промислової школи у Львові. На третьому курсі перервав навчання. Споруджував житлові будинки у стилі сецесії з елементами історичних стилів.
Роботи у Львові
- Планування дільниці «Залізна Вода» на місці колишнього фільварку «Красучин» (спільно з Фердинандом Касслером та Адольфом Піллером)[3]. Проєкт 1910 року, до першої світової війни реалізований лише частково — було прокладено сучасні вулиці Героїв Крут, Віденську, Тернопільську, Литвиненка, збудовано близько 10 вілл. Вже у 1920—1930-х роках будівництво завершено віллами у стилі функціоналізм[4].
- Будинок № 8 на вулиці Ожешко, збудований 1910 року для Адама Ленкевича[2].
- Будинок на вулиці Новий Світ, 15 (1913, співавтор Генрик Сальвер)[5].
- Житловий будинок Шимона Малохлєба на нинішній вулиці Горської, 5 (1913, скульптор, імовірно, Теобальд Оркасевич).[6]
- Прибутковий дім скульптора Михайла Маковича на вулиці Друкарській, 11 (1911—1914). Співавтором проєкту і автором скульптурного оздоблення був сам Макович[7].
- Прибудова веранди до вілли на вулиці Зеленій, 91 у Львові (1914)[8].
- Прибутковий дім Гені Гіммель на вулиці Хмельницького, 23 (1912—1916, скульптор, імовірно, Теобальд Оркасевич)[6].
- Перебудова вілли на нинішній вулиці Франка, 156 у Львові (1926)[9].